# Quyền LGBT ở Israel
Quyền đồng tính nữ, đồng tính nam, song tính và chuyển giới ở Israel là những người khoan dung nhất ở Trung Đông, và trong số những người khoan dung nhất ở Châu Á. Mặc dù hoạt động tình dục đồng giới đã được hợp pháp hóa vào năm 1988, nhưng luật cũ chống lại việc cắt xén đã không được thi hành kể từ khi có quyết định của tòa án vào năm 1963. Israel trở thành quốc gia đầu tiên ở châu Á công nhận sống chung không đăng ký giữa các cặp đồng giới, khiến họ trở thành quốc gia đầu tiên ở châu Á nhận ra bất kỳ liên minh đồng giới nào. Mặc dù hôn nhân đồng giới không được thực hiện ở nước này, Israel nhận ra hôn nhân đồng giới được thực hiện ở nơi khác. Phân biệt đối xử vì lý do xu hướng tính dục đã bị cấm vào năm 1992. Các cặp đồng giới được phép nhận con nuôi sau khi có quyết định của tòa án vào năm 2008, trong khi trước đó cho phép nhận con nuôi và quyền đồng giám hộ hạn chế đối với cha mẹ không sinh học. Những người LGBT cũng được phép công khai xu hướng tính dục trong quân đội.
Tel Aviv thường được các nhà xuất bản gọi là một trong những thành phố thân thiện với người đồng tính nhất trên thế giới, nổi tiếng với hàng năm diễu hành niềm tự hào và bãi biển đồng tính, kiếm cho nó biệt danh "thủ đô đồng tính của Trung Đông" bởi tạp chí Out . Theo khách du lịch LGBT, nó được xếp hạng là thành phố đồng tính tốt nhất năm 2011, bất chấp các báo cáo về một số bạo lực LGBT trong những năm 2000, đã bị chỉ trích bởi Thủ tướng Benjamin Netanyahu và Tổng thống Shimon Peres. Một tượng đài dành riêng cho nạn nhân đồng tính của Holocaust đã được dựng lên ở Tel Aviv vào năm 2014. Thăm dò ý kiến đã phát hiện ra rằng đa số người Israel ủng hộ việc hợp pháp hóa hôn nhân đồng giới, cũng như quyền nhận con nuôi và quyền thay thế cho các cặp đồng giới.

## Bảng tóm tắt
| Quyền | Trạng thái                                                                                       |
| --- | ------------------------------------------------------------------------------------------------ |
| Hoạt động tình dục đồng giới hợp pháp                                                                                       | (Từ năm 1963 de facto, từ năm 1988 de jure)                                                      |
| Độ tuổi đồng ý | Yes                                                                                              |
| Luật chống phân biệt đối xử trong việc làm                                                                                  | (Từ năm 1992)                                                                                    |
| Luật chống phân biệt đối xử trong việc cung cấp hàng hóa và dịch vụ                                                         | (Từ năm 2000)                                                                                    |
| Luật chống phân biệt đối xử trong tất cả các lĩnh vực khác (bao gồm phân biệt đối xử gián tiếp, ngôn từ kích động thù địch) | (Từ năm 1997)                                                                                    |
| Luật chống phân biệt đối xử liên quan đến bản dạng giới                                                                     | No                                                                                               |
| Hôn nhân đồng giới | / (Hôn nhân đồng giới ở nước ngoài được công nhận từ năm 2006 và ở một số thành phố từ năm 2020) |
| Công nhận các cặp đồng giới (ví dụ: sống chung không đăng ký, quan hệ đối tác trọn đời)                                     | (Sống chung không đăng ký từ năm 1994)                                                           |
| Nhận con nuôi là con riêng của các cặp đồng giới                                                                            | (Từ năm 2005)                                                                                    |
| Nhận con nuôi chung của các cặp đồng giới                                                                                   | (Từ năm 2008)                                                                                    |
| Người LGBT được phép công khai phục vụ trong quân đội                                                                       | (Từ năm 1993)                                                                                    |
| Quyền thay đổi giới tính hợp pháp                                                                                           | Yes                                                                                              |
| Tiếp cận IVF cho các cặp đồng tính nữ                                                                                       | Yes                                                                                              |
| Liệu pháp chuyển đổi bị pháp luật cấm                                                                                       | / (Thực hành liệu pháp chuyển đổi trong hệ thống y tế công cộng bị cấm từ năm 2014)              |
| Mang thai hộ nhân đạo cho các cặp đồng tính nam                                                                             | (Từ năm 2022)                                                                                    |
| Bình đẳng nhập cư và quyền cho các cá nhân LGBT và các cặp đồng giới                                                        | (Từ năm 2016)                                                                                    |
| NQHN được phép hiến máu | (Từ năm 2021)                                                                                    |